# 飯野村 (福島県)
飯野村（いいのむら）は福島県南東部、石城郡に属していた村。現在のいわき市中央部（平地区）の国道6号常磐バイパス沿道、滑津川上流域、夏井川支流の新川を挟んで平市街地に南接した地域と平北白土にあたる。なお現在、旧村域に属する大字は平を冠する。

## 地理
- 河川：滑津川、新川

## 歴史
- 1889年（明治22年）4月1日 - 町村制の施行により、南白土村、北白土村、上荒川村、下荒川村、谷川瀬村、中山村、小泉村、吉野谷村、上高久村が合併して磐前郡飯野村が発足。旧村は大字となる。
  - 村名の「飯野」は古代・中世に存在した「飯野郷」にちなむものとみられるが、合併時に「飯野」を選んだ理由は不明。なお、中世の岩城郡好嶋荘飯野郷の中に含まれていたのは谷川瀬（当時は「矢河子」村などと表記される）と北白土・南白土（当時は南北に分かれる前で「白土」村）の3つの大字だけで、あとの大字は飯野郷内の村の後裔ではない。
- 1896年（明治29年）4月1日 - 所属郡が石城郡に変更。
- 1950年（昭和25年）4月1日 - 平市に編入。同日飯野村廃止。
- 1966年（昭和41年）10月1日 - 平市が常磐市・磐城市・内郷市・勿来市、石城郡小川町・遠野町・四倉町・川前村・田人村・好間村・三和村、双葉郡久之浜町・大久村と合併していわき市が発足。

## 交通

### 道路
現在は国道6号常磐バイパスが旧村域を通過するが、当時は未開通。